# Томице (гмина)
Томице (пол. Tomice) — сельская гмина (волость) в Польше, входит как административная единица в Вадовицкий повет, Малопольское воеводство. Население — 7134 человека (на 2004 год).

## Демография
| Перепись                       | Всего   | Всего | Женщины | Женщины | Мужчины | Мужчины |
| ------------------------------ | ------- | ----- | ------- | ------- | ------- | ------- |
| Единицы                        | человек | %     | человек | %       | человек | %       |
| Население                      | 7134    | 100   | 3625    | 50,8    | 3509    | 49,2    |
| Плотность населения (чел./км²) | 171     | 171   | 86,9    | 86,9    | 84,1    | 84,1    |

## Поселения
1. Льгота
2. Радоча
3. Томице
4. Витановице
5. Возники
6. Зыгодовице

## Соседние гмины
1. Гмина Бжезница
2. Гмина Спытковице
3. Гмина Вадовице
4. Гмина Вепш
5. Гмина Затор